# الرويضات الشرقية (العبر)

'

تعديل مصدري - تعديل

الرويضات الشرقية هي إحدى قرى عزلة العبر بمديرية العبر التابعة لمحافظة حضرموت، بلغ تعداد سكانها 25 نسمة حسب تعداد اليمن لعام 2004.